# Małgorzata Balbuza-Szumińska
Małgorzata Balbuza, po mężu Szumińska (ur. 14 marca 1959 w Gdyni) – polska biegaczka, specjalizująca się w biegach biegach długodystansowych i biegach ulicznych, medalistka mistrzostw Polski, reprezentantka Polski.

## Kariera sportowa
Była zawodniczką Bałtyku Gdynia.
Jej jedynym sukcesem na mistrzostwach Polski seniorów było zdobycie srebrnego medalu w maratonie w 1985.
Reprezentowała Polskę na mistrzostwach świata w biegu ulicznym na 15 km w 1985 (50 m.) oraz Pucharze Europy w maratonie w 1985 (29 m. z czasem 2:50:16).
Rekordy życiowe:
- 1500 m – 4:21,45 (28.06.1980)
- 3000 m – 9:32,93 (21.08.1982)
- 10 000 m – 34:48,52 (30.07.1988)
- maraton – 2:39:36 (06.04.1986)